# 菊池政隆

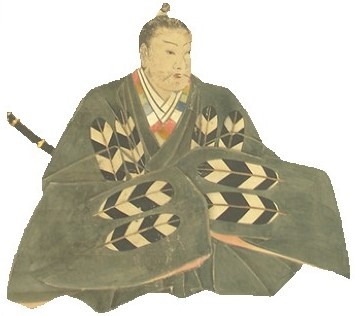
菊池政隆像

菊池 政隆（きくち まさたか、延徳3年（1491年）- 永正6年閏8月17日（1509年9月30日））は、菊池氏の第23代当主。肥後守護。菊池重安（肥前守）の子で、第20代当主為邦の弟為安の孫にあたる。初名は政朝（まさとも）、別名に忠朝（ただとも）などがある。直系の菊池本家としては最後の当主となる。

## 生涯
永正元年（1504年）、先代の当主菊池能運が死去した。能運には子がいたが、宇土為光との戦いで逃亡した際に弟に預けており、後難を恐れ菊池姓を隠しそのまま米良に土着した為、能運の遺言によりはとこにあたる政朝が養子となって14歳で菊池氏の家督を継ぎ、肥後守を称して名も「政隆」と改めた。
永正2年（1505年）、若年の政隆を軽んじ、かねてから菊池氏に反抗的であった肥後の国人衆が阿蘇氏や大友氏と共謀し、大宮司阿蘇惟長（後の菊池武経）を擁立して政隆を廃立しようと謀反を起こした。永正4年（1507年）、政隆は懸命に戦うも居城を追われ、初め相良長毎を頼って八代に逃れ、葦北で匿われたが、相良氏の助力が得られなかったので、島原次いで筑後で再起を図った。
永正6年（1509年）、大友氏の将朽網親満の攻撃を受けて捕らえられたが、その護送中に田島陣塚（菊池市泗水町）で旧臣玉屋貞親が待ち伏せして奪還。久米安国寺（菊池市泗水町豊水久米）に籠った。しかし閏8月17日、久米原合戦で再び武経軍に敗れ、当主となり僅か3年で同地にて自害した。
享年19。法名は厳銷院天仙源祐居士。墓地は同じくこの久米安国寺にある。